# Cathédrale Saint-Laurent de Viterbe
La cathédrale de Viterbe ou cathédrale Saint-Laurent (en italien : Duomo di Viterbo ou cattedrale di San Lorenzo) est une église catholique romaine, le principal édifice religieux de la ville de Viterbe, en Italie. Il s'agit de la cathédrale du diocèse de Viterbe. Elle est dédiée au diacre et martyr Laurent de Rome.
L'église possède une imposante structure romane du XIIe siècle, mais la façade, en raison de modifications au XVIe siècle siècle, apparaît comme une structure de style Renaissance.

## Histoire

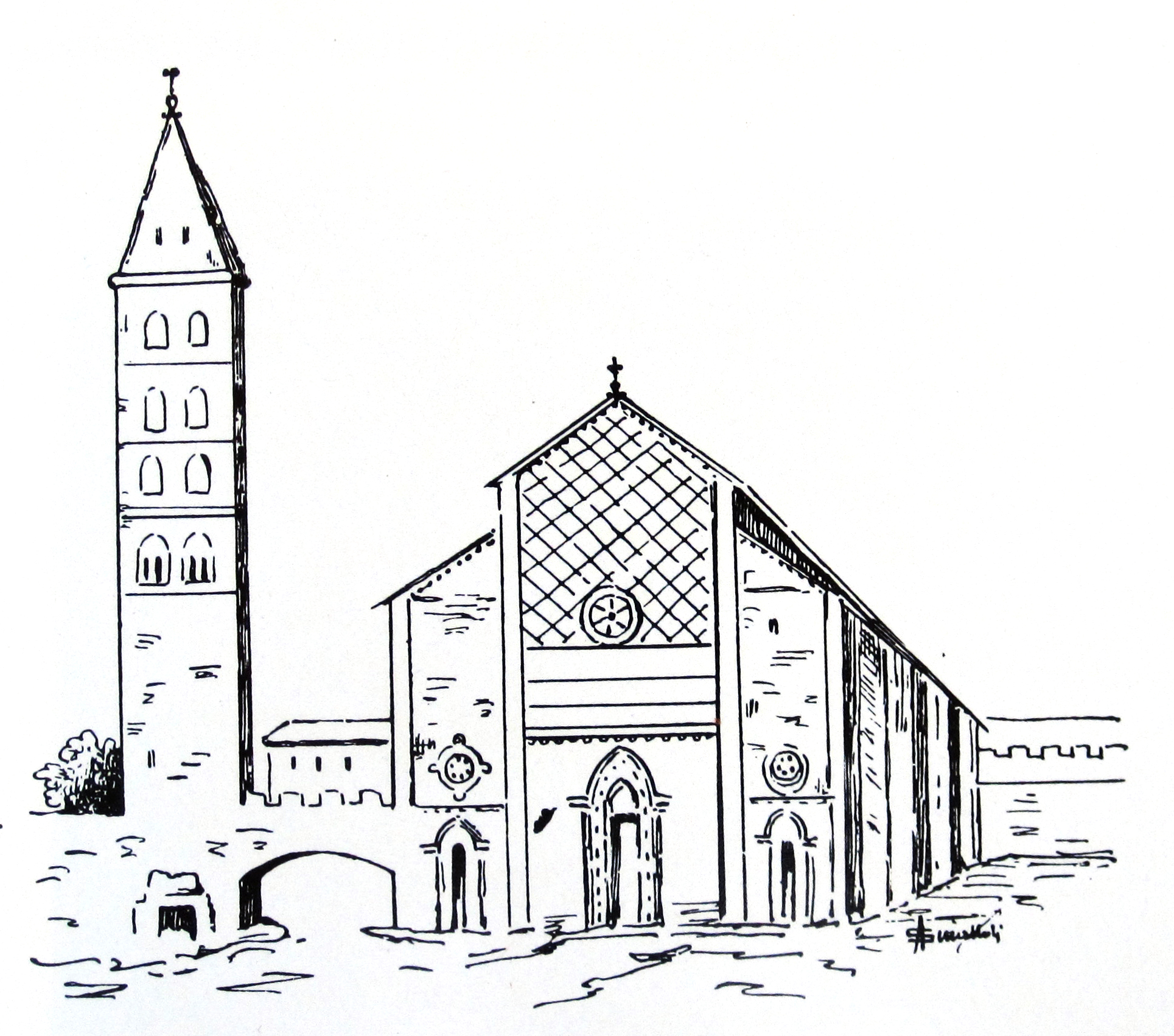
Dessin de la cathédrale de Viterbe au XIIe-XIIIe siècle, avec son ancienne façade romane, d'après Scriattoli : Viterbo nei suoi Monumenti.

L'église a été construite au XIIe siècle, probablement sur les vestiges d'un ancien temple d'Hercule, par des artistes lombards. En 1181, le pape Alexandre III la consacra comme église principale de la ville, avant qu'elle ne devienne une église épiscopale en 1192. Le transept a été ajouté la même année. Le clocher date du XIIIe siècle. Le cardinal Gianfrancesco Gambara fit ajouter la façade entre 1560 et 1570. La sacristie a été construite en 1793. Après les destructions de la Seconde Guerre mondiale, l'intérieur a été restauré de manière romane.
Pendant la période où les papes résidaient à Viterbe au XIIIe siècle, la cathédrale était le centre de l'Église catholique. Durant cette période, sept papes y ont été intronisés.
L'église a été fortement endommagée par les bombardements aériens alliés en mai 1944 durant la Seconde Guerre mondiale et n'a été reconstruite qu'après la guerre. À l'intérieur, les colonnes et les murs portent encore en partie les traces des bombardements.

## Description

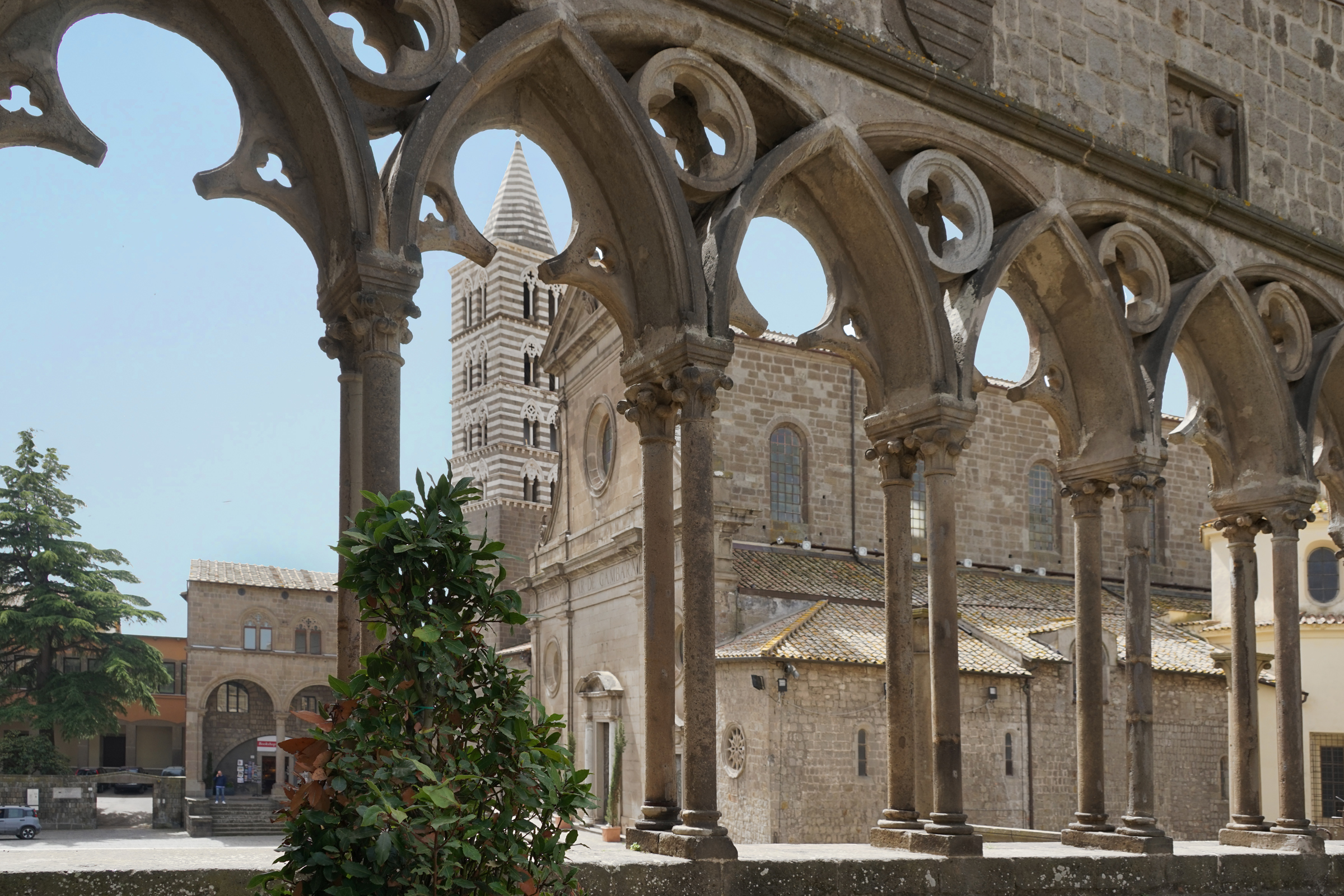
La cathédrale San Lorenzo et son campanile vus depuis la loggia des bénédictions du palais des papes.

Avec le palais des papes, l'édifice religieux détermine l'image de la ville de Viterbe. Le clocher roman à quatre étages et la façade en pierre bicolore rappellent la cathédrale de Sienne. La place de la cathédrale correspond à l'acropole étrusque de Viterbe.

### Extérieur
La cathédrale, telle qu'elle a été érigée au XIIe siècle, est orientée vers l'est sur la colline et directement reliée au palais des papes qui surplombe la ville en contrebas. La façade d'origine était de style roman avec des saillants et une belle rosace centrale, dont les vestiges sont visibles au Museo del Colle del Duomo, à Viterbe.
La façade actuelle contraste fortement avec les bâtiments médiévaux environnants, car elle a été conçue dans le style Renaissance, sous cardinal Gambara (1533 - 1587), évêque du diocèse de Viterbe de 1568 à 1580, qui a initié la transformation de la cathédrale. De l'extérieur, la seule œuvre originale visible est le clocher, formé dans sa partie supérieure par des couches marquées par des fenêtres à doubles meneaux et des bandes polychromes horizontales qui alternent le blanc du travertin local et le bleu du basalte.

### Intérieur

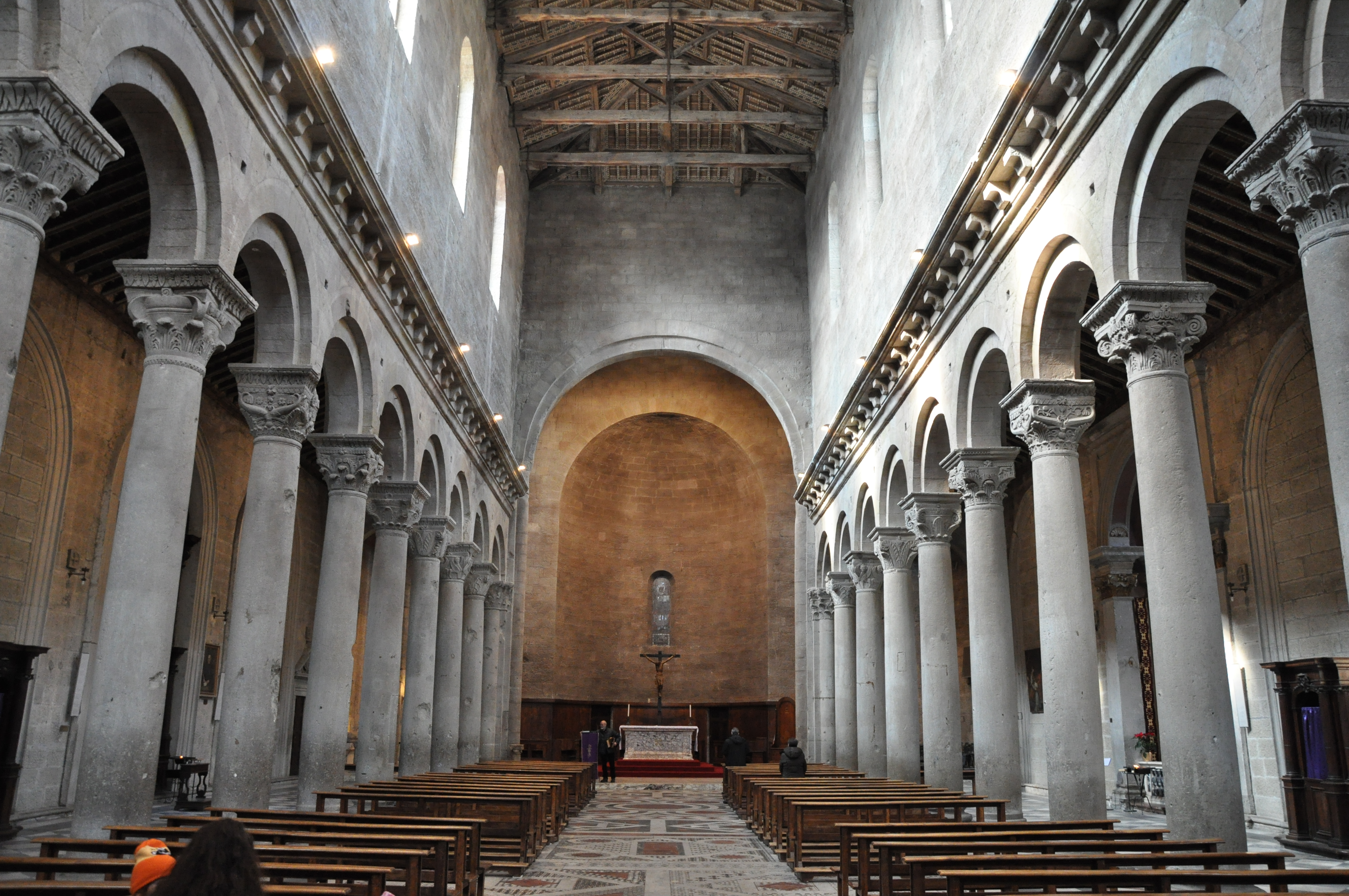
Nef centrale.

La basilique à trois nefs a été construite sur le modèle de Saint-Paul-hors-les-Murs à Rome. L'impression dominante est celle du XIIe siècle. Les trois nefs se terminent par des absides semi-circulaires. Les arcades de la nef centrale reposent sur 20 colonnes monolithiques aux chapiteaux figurés originaux.
L'intérieur, avec ses trois nefs séparées par deux ordres de colonnes reliées par des arcs en plein cintre et présentant un sol cosmatesque, a été remodelé au XVIe siècle, lorsque dix chapelles ont été ouvertes dans les murs latéraux : cela entraîna la perte des fresques murales peintes sur les murs, qui furent détruites pour faire place aux chapelles elles-mêmes. Au XVIIe siècle, une voûte en berceau décorée fut aménagée en 1681 par Urbano Romanelli. 
L'allongement de la nef centrale et la construction de l'abside baroque (actuellement masquée par la reconstruction d'une abside moderne à la place de l'abside romane) remontent à la même phase de construction.
La plupart de ces modifications furent ensuite supprimées après la Seconde Guerre mondiale, après l'explosion d'une bombe tombée sur la cathédrale lors d'un bombardement en 1944, qui provoqua d'importants dégâts. La restauration ultérieure permit de restituer une grande partie de l'intérieur de l'église dans son aspect roman présumé. Huit des dix chapelles furent ainsi murées, ainsi que l'abside.
Dans l'abside latérale gauche se trouve le tombeau du pape Jean XXI. Dans la deuxième chapelle latérale à droite se trouve celui de Lætitia Bonaparte, nièce de Napoléon Bonaparte. Le tombeau du pape Alexandre IV, qui se trouvait également dans la cathédrale, a disparu.

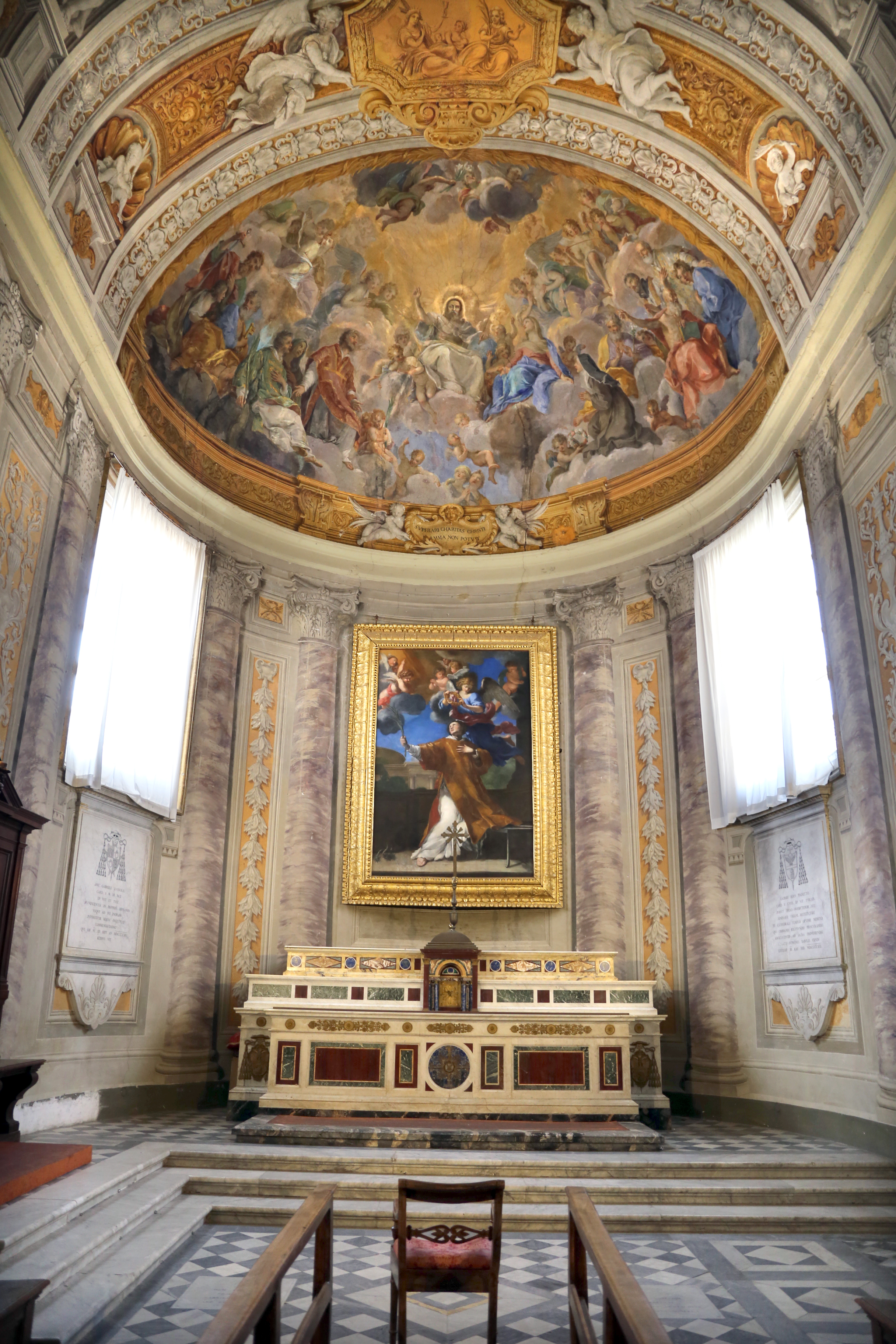
Chapelle axiale avec le Jugement dernier de Giuseppe Passeri en cul de four.
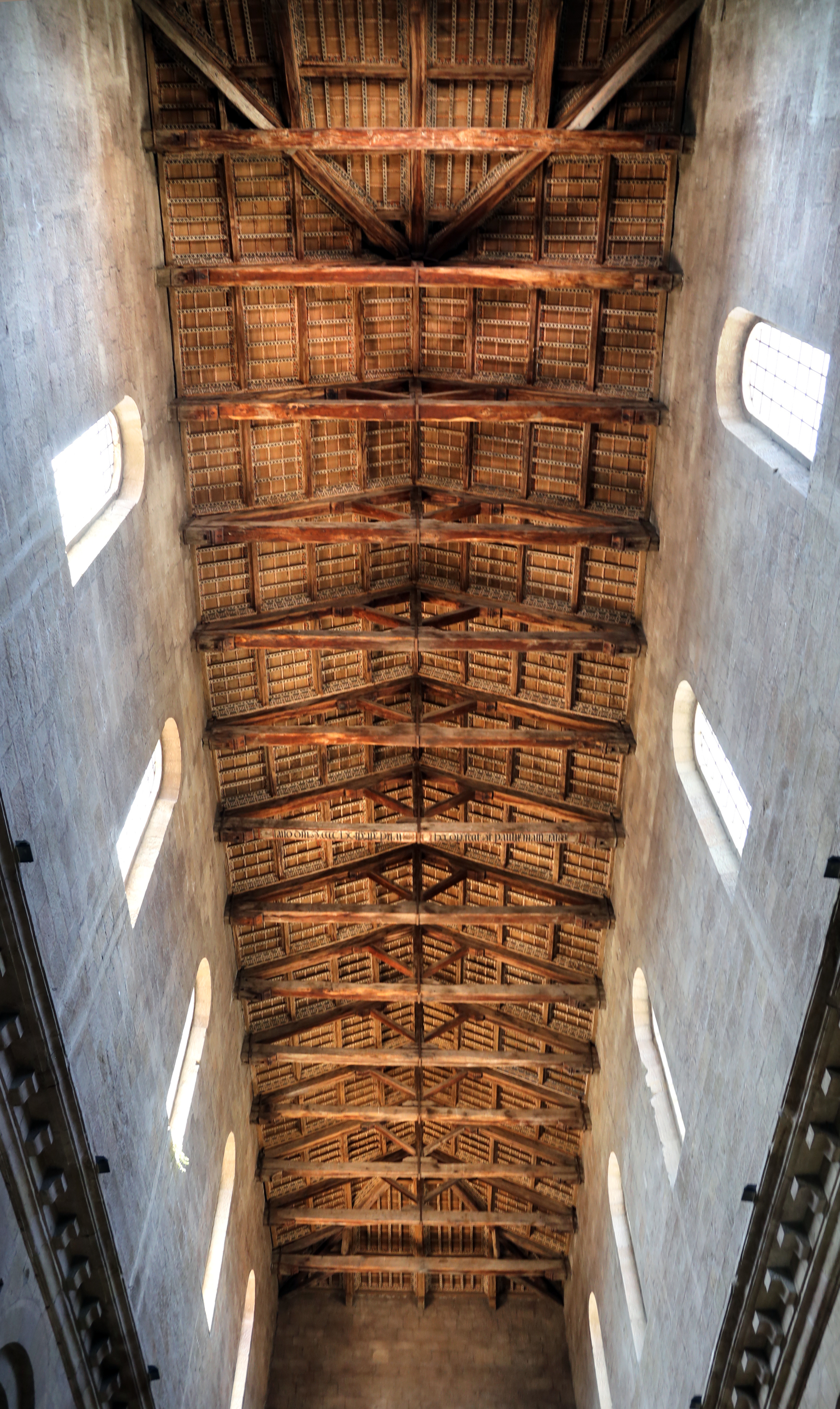
Plafond de la nef.
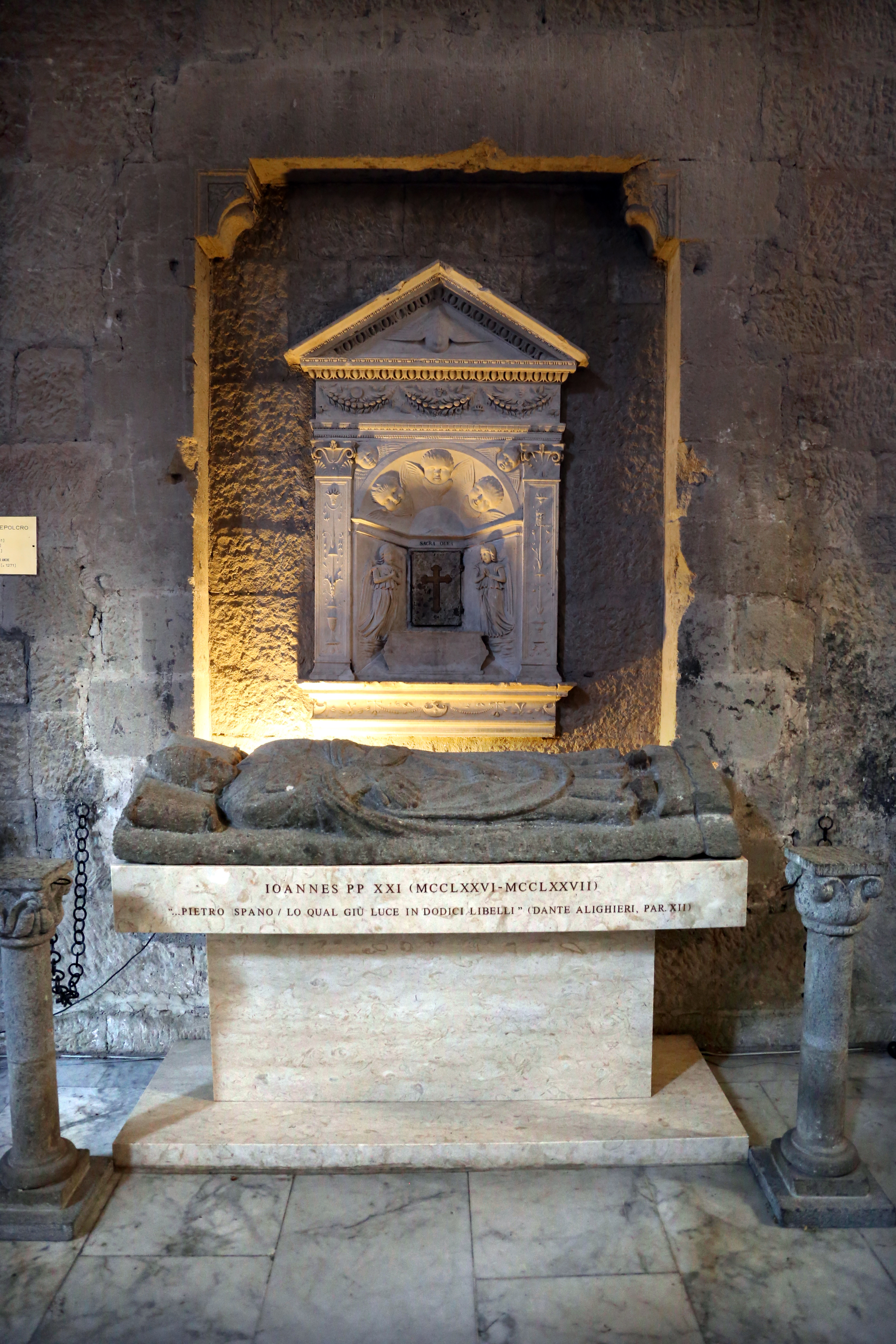
Tombe honorifique du pape Jean XXI.

### Article lié
- Liste des cathédrales d'Italie